# Copa de Honor (Urugvaj)
Copa de Honor (španjolski: Kup časti)  ili Urugvajski kup časti bilo je urugvajsko nogometno natjecanje koje se održavalo od 1905. do 1920.  Odvijalo se pod vodstvom i uz potporu Urugvajskog nogometnog saveza. Pobjednik kupa imao je čast natjecanja s pobjednikom tadašnjeg argentinskog i buenosaireškog nogometnog kupa. Tijekom svoga postojanja natjecanje je imalo naslov urugvajskog državnog nogometnog kupa.
Najviše naslova prvaka, njih 7, imao je Club Nacional de Football iz Montevidea.

## Pobjednici
| Godina | Prvak        |
| ------ | ------------ |
| 1905.  | Nacional     |
| 1906.  | Nacional     |
| 1907.  | CURCC        |
| 1908.  | Wanderers    |
| 1909.  | CURCC        |
| 1910.  | Wanderers    |
| 1911.  | CURCC        |
| 1912.  | River Plate  |
| 1913.  | Nacional     |
| 1914.  | Nacional     |
| 1915.  | Nacional     |
| 1916.  | Nacional     |
| 1917.  | Nacional     |
| 1918.  | C.A. Peñarol |
| 1919.  | Not Held     |
| 1920.  | Universal    |

## Naslovi prvaka po momčadima
| Momčad                | Naslovi | Godine osvajanja                                |
| --------------------- | ------- | ----------------------------------------------- |
| Nacional              | 7       | 1905., 1906., 1913., 1914., 1915., 1916., 1917. |
| C.A. Peñarol / CURCC* | 4       | 1907., 1909., 1911., 1918.                      |
| Wanderers F.C.        | 2       | 1908., 1910.                                    |
| River Plate           | 1       | 1912.                                           |
| Universal             | 1       | 1920.                                           |

Bilješka:* Sam C.A. Peñarol ima tri, a CURCC jedan naslov, ali zbog spajanja tih klubova pribrajaju se 4 naslova.